# Heterachthes inustus
Heterachthes inustus är en skalbaggsart som beskrevs av Pierre Émile Gounelle 1909. Heterachthes inustus ingår i släktet Heterachthes och familjen långhorningar. Inga underarter finns listade i Catalogue of Life.